# Diane Farr
Diane Farr, född 7 september 1969 i Manhattan, New York, är en amerikansk skådespelare.
Farr har bland annat medverkat i TV-serierna Numb3rs, Black-ish och Fire Country.

## Filmografi (i urval)
- 1999–2001 – Roswell (TV-serie)
- 2005–2008 – Numb3rs (TV-serie)
- 2017 – Black-ish (TV-serie)
- 2022–2023 – Fire Country (TV-serie)